# 차바이오텍
차바이오텍(CHA Biotech Co. Ltd.)은 줄기세포, 면역세포와 관련된 다양한 원천 기술을 활용해 세포치료제를 개발하고 있다.
세포치료제에 국한하지 않고 유전자까지 포함한 Cell(세포) &Gene(유전자) 분야로 연구개발을 확장, 범용 치료제 개발과 재생의료, CDMO 등 더 넓은 분야로 진출하고 있다.

## 상세

### 병영경영지원(MSO)
- 차바이오텍의 계열사인 차헬스케어로 LA차병원, 싱가포르법인, 호주법인, 일본법인, 차움의원을 지배하고 있다.

### 줄기세포치료제
- 국내 최대의 줄기세포 파이프라인을 구축하고 있다. 대부분 차의과학대학교와 성광의료재단의 협력으로 특허를 보유하고 있다.
- 아직 임상3상에 돌입한 줄기세포치료제(1,2상은 완료)는 없지만, 줄기세포치료제 (CordSTEM-ST)의 유의성을 입증했고, 과거 차병원 소속이었던 하버드대학교 교수가 역분화줄기세포(iPSC)로 파킨슨병 임상치료를 성공했다.
- 주요 파이프라인

헬스케어 컨설팅

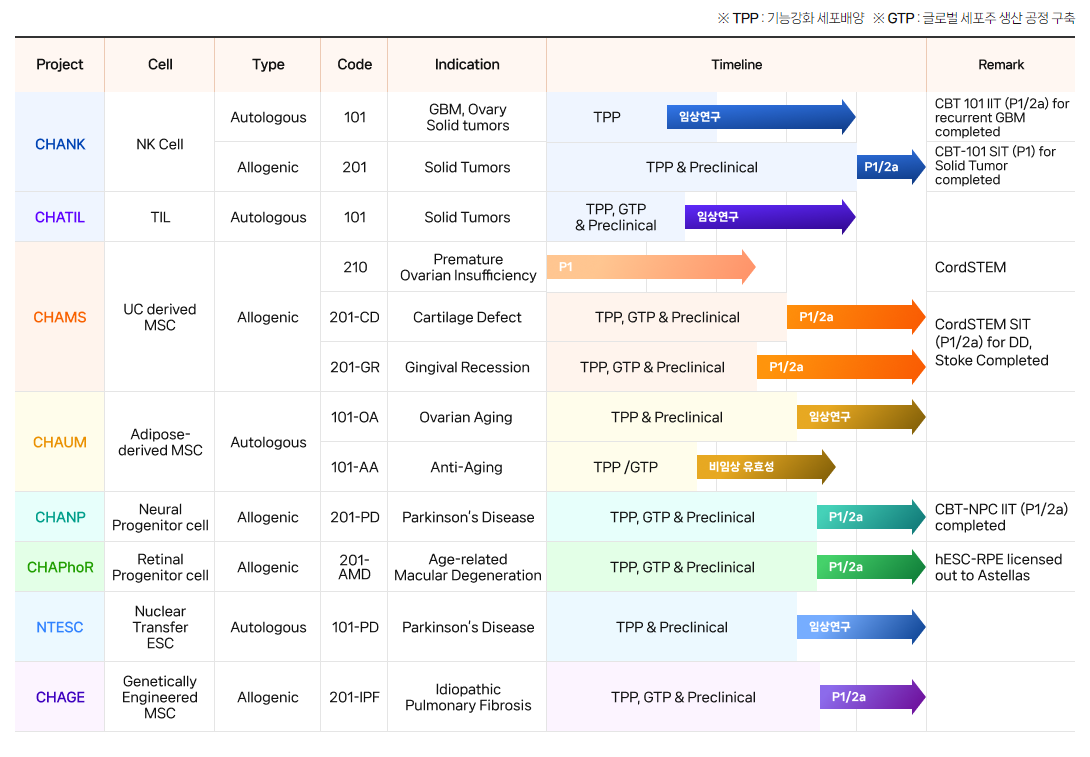
CHA Biotech pipelines

- 메디컬센터 사업 타당성 검토 컨설팅 사업을 영위하고 있다.

## 연혁
2014년 3월 17일 차바이오앤디오스텍은 정기 주주총회 소집결의에서 광학사업부문을 인적분할하기로 결정하였으며, 3월 31일 열린 정기 주주총회에서 광학사업부문을 분할 계획서 주주총회 결과가 통과됨과 동시에 상호명을 차바이오텍으로 변경하였다. 2018년 2월, 호주 City Fertility Center를 싱가포르메디컬그룹과 합작법인을 만들어 인수하였다. 3월 장중 최고가 42800원까지 올라갔으나, 관리종목에 편입되었다. 2019년 2월 21일 자회사 차헬스케어를 통하여 동남아시아 3개국에 40여개의 클리닉을 보유한 싱가포르 메디컬그룹에 지분24%를 추가적으로 확보하며 최대주주에 올랐다. 2019년 3월 기술보증기금으로부터 기술성평가 AA등급을 받아 기술특례상장기업이 되어 관리종목에서 해제되었다.

## 주요계열사
- 차헬스케어 - 해외병원 운영 및 투자개발 병원컨설팅서비스
- CMG제약 - 의약품 제조 및 판매
- 차메디텍 - 의약품 의료기기 제조 및 판매
- 차백신연구소 - 백신 및 진단시약 개발
- 차케어스 - 시설관리 및 전산개발
- 서울CRO - 임상시험수탁
- 솔리더스인베스트먼트 - 벤처캐피탈 (바이오 전문 투자회사)